# Fornax Rupes
La Fornax Rupes è una struttura geologica della superficie di Venere.